# Horná Potôň
Horná Potôň es un municipio del distrito de Dunajská Streda en la región de Trnava, Eslovaquia, con una población estimada a final del año 2024 de 2260 habitantes.
Se encuentra ubicado al sur de la región, cerca de los ríos Danubio y Váh, y de la frontera con Hungría y la región de Bratislava.

## Demografía
| Año        | 1994 | 2004    | 2014     | 2024     |
| ---------- | ---- | ------- | -------- | -------- |
| Población  | 1841 | 1762    | 1972     | 2260     |
| Diferencia |      | −4,29 % | +11,91 % | +14,60 % |

| Año        | 2023 | 2024    |
| ---------- | ---- | ------- |
| Población  | 2206 | 2260    |
| Diferencia |      | +2,44 % |